# فریدون مجلسی
فریدون مجلسی (زادهٔ ۱۳۲۳) دیپلمات، نویسنده و مترجمِ ایرانی است. با وقوع انقلاب ۱۳۵۷ از وزارت امورخارجه بازخرید اجباری شد و به کار در بخش خصوصی پرداخت.

## زندگی و فعالیت‌ها

### تحصیلات
مجلسی در ابتدا تحصیل خود به دبستان نوبنیاد فیروزکوهی رفت و سپس وارد دبیرستان فیروزبهرام شد که از دبیرستان‌های بنام آن زمان بود و بسیاری از دبیران آن از اساتید دانشگاه بودند. فریدون مجلسی در سال ۱۳۴۱ دیپلم گرفت و وارد دانشکدهٔ نفت آبادان شد. نام وی پس از دو ماه از شروع به تحصیل، با اعلام نتیجه کنکور دانشکده حقوق و علوم سیاسی دانشگاه تهران، در میان پذیرفته‌شدگان بود. در نتیجه، نیمهٔ آبان‌ماه از دانشکدهٔ صنعت نفت انصراف داد و راهی دانشکده حقوق دانشگاه تهران شد و در سال ۱۳۴۵ لیسانس گرفت. فریدون مجلسی پس از لیسانس وارد دورهٔ سربازی شد اما در حین سربازی نیز توانست تحصیل را ادامه دهد. هنوز دورهٔ سربازی‌اش تمام نشده بود که در آزمون جذب وزارت امور خارجه نیز ثبت‌نام کرد و پذیرفته شد و پس از دریافت برگهٔ پایان خدمت بلافاصله وارد وزارت امور خارجه شد.

### فعالیت سیاسی
مجلسی در سال ۱۳۴۸، فریدون مجلسی برای مأموریتی از سوی وزارت امور خارجه به واشینگتن فرستاده شد و کارش را به عنوان سرکنسول آغاز کرد. وی که از بورس تحصیلی زبان در دانشگاه جورج تاون نیز برخوردار شده بود پس از ورود به این دانشگاه واحدهایی را نیز در زمینهٔ تاریخ آمریکا برداشت و این‌گونه روی مسائل سیاسی متمرکز شد و در کنار پرداختن به امور جاری کنسولگری و تحصیل خود، گزارش‌هایی را برای مسئولان سیاسی ایران می‌نوشت.
فریدون مجلسی در ۱۳۵۱ به ایران بازگشت و به فعالیت در دفتر نخست‌وزیر مشغول شد و هم‌زمان در سطح کارشناسی ارشد رشتهٔ علوم سیاسی دانشگاه تهران نیز مشغول به تحصیل شد. مجلسی بار دیگر برای انجام مأموریتی به خارج از کشور اعزام شد و این بار راهی بروکسل شد و در ابتدای سال ۱۳۵۷ به ایران بازگشت. پس از پیروزی انقلاب نیز فریدون مجلسی به کار خود ادامه داد و یکی از مذاکره‌کنندگان اصلی مسئلهٔ گروگان‌گیری بود، اما کمی بعد بازخرید شد و از کار دولتی فاصله گرفت.

### نوشته‌ها
- حکایتی از پله دوم
- اسیر افتخار
- دموکراسی دروغ نیست
- چهره‌ها
- ساعت طلا
- میترا و چاتورانگا
- گذر از چهره‌ها
- گذاری در مقولات فرهنگی
- فروپاشی
- بشر بر سر شاخ و بن می‌برد
- ولی افتاد مشکل‌ها

### ترجمه‌ها
- دژ، ای. جی. کرونین
- آزادی مقدم بر لیبرالیسم، کوئنتین اسکینر
- آب در غَربال، کامالا مارکاندایا
- زنگار بشر، فیلیپ راث
- آمریکایی، هاوارد فاست
- تماشاخانه: نماد جامعه بسته، هاوارد فاست
- کالکی، گور ویدال
- حقوق فردی و مبانی حقوق بشر
- خشم، فیلیپ راث
- قدرت آزادی، پل استار
- شوهر کمونیست من، فیلیپ راث
- شاه و دربار در ایران باستان، لوید لولین جونز
- پرسیکا، لوید لولین جونز
- آخرین مرز، هاوارد فاست
- ایران سرزمین مقدس، گور ویدال
- حضور ایران در جهان اسلام
- مهاجران، هاوارد فاست
- منم کلودیوس، رابرت گریوز
- خدایگان کلودیوس، رابرت گریوز
- عیسای پادشاه، رابرت گریوز
- کلئوپاترا و سرزمین مصر
- نظریه‌های جبّاریت
- ایران‌هراسی
- هویت و خشونت، آمارتیا سن
- میراث سراب، کران دسای
- مردگان زرخرید، نیکلای گوگول
- برنامه ب−۲، لستر براون
- مجاری دیپلماتیک، هامفری تره‌ویلیان

## بزرگداشت
در سال ۱۳۹۶، مراسم تجلیل از فریدون مجلسی در قالب برنامهٔ «روز فرهنگ» با محوریت حفاظت از محیط زیست در فرهنگسرای دانشجو برگزار شد. در مراسم خسرو سینایی، رضا کیانیان، محمدعلی اسلامی ندوشن، ایرج حسابی، محمدرضا جعفری، محمدحسین دانایی و جمعی از دوستداران فرهنگ و هنر حضور داشتند.